# Glenkiln
Gleann na Cille (Inglés: Glenkiln) es un valle con un embalse en los Southern Uplands, cerca de Dumfries en Escocia. Está ubicado a 158 m por encima del nivel del mar, a solo 12 km de distancia de Dumfries en OS punto de referencia NX8477. El parque de esculturas de Glenkiln goza de cierta fama a nivel internacional.

## Pesca
El embalse está lleno de agua dulce y se puede practicar la pesca aquí, previo pago de un permiso de las autoridades locales. Las aguas del embalse corren río abajo por el arroyo Cluden y luego al río Nith y al mar.

## Parque de Esculturas
La familia Keswick, terratenientes locales, establecieron esta colección de esculturas en el año 1951. Era muy amigos de Henry Moore, quien los impulsó y aconsejó. Hay tres obras de Moore: El Rey y la Reina (1955), La cruz de Glenkiln (1955-1956), encima de un montículo, Figura Sentada (1950) y Figura Reclinada N° 2 (1959), aparte de Juan Evangelista, una obra que hizo Auguste Rodin en el año 1878, al principio de su trayectoria artística. También se puede ver La Visitación, una obra de Jacob Epstein del año 1926 aquí.

## Ciclismo
Glenkiln hace parte de la red regional de ciclo vías de Dumfries y Galloway. La ruta circular de Glenkiln queda a penas 2 horas ida y vueltas de Dumfries. Las carreteras aquí son poco transitados y la señalización es buena.

## Imágenes

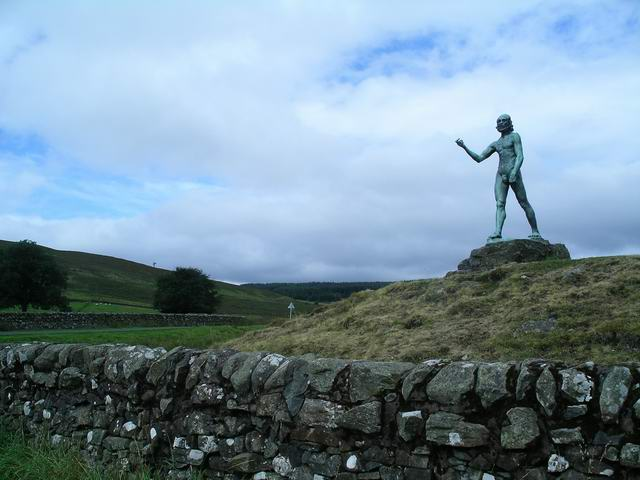
Juan Evangelista de Auguste Rodin
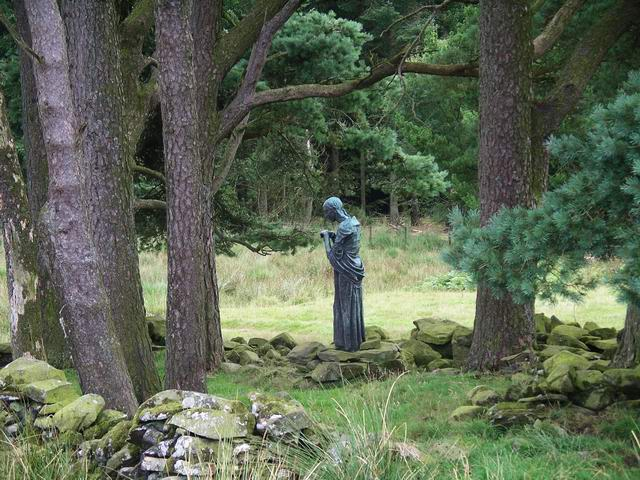
La Visitación de Jacob Epstein
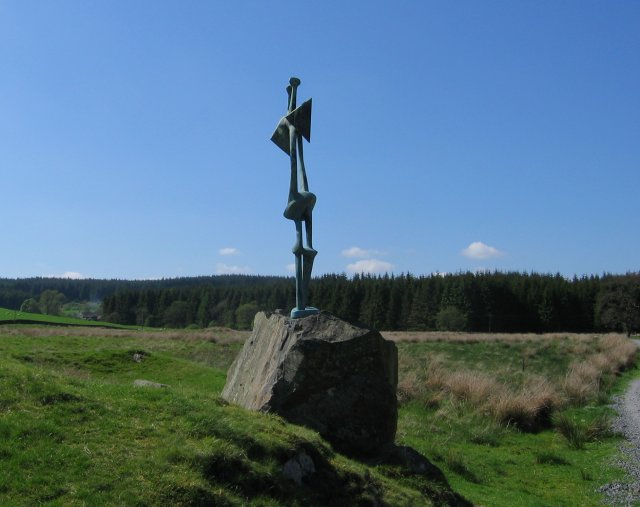
Figura de pie de Henry Moore
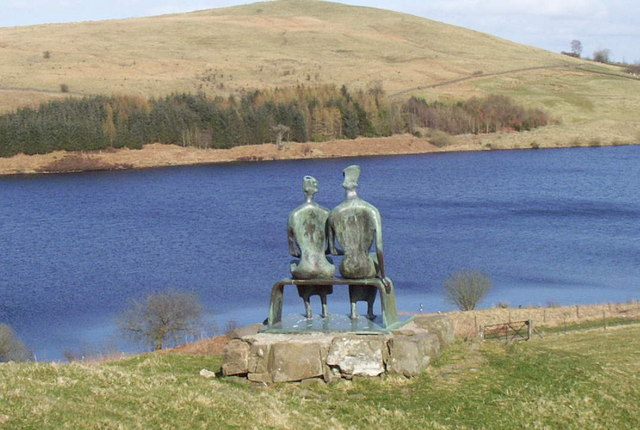
Los Reyes  de Henry Moore
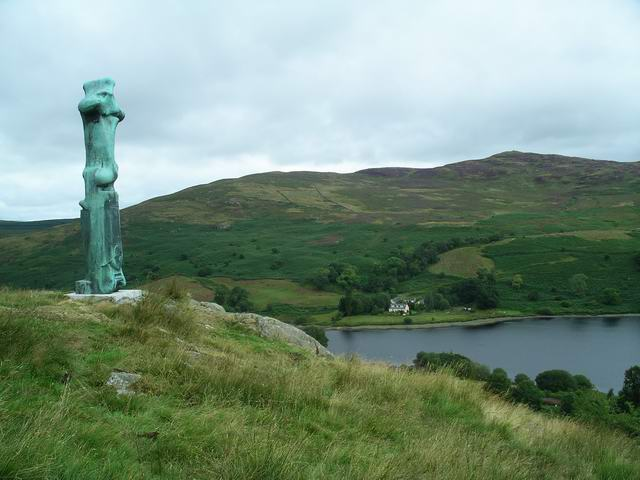
La Cruz de Glenkiln de Henry Moore
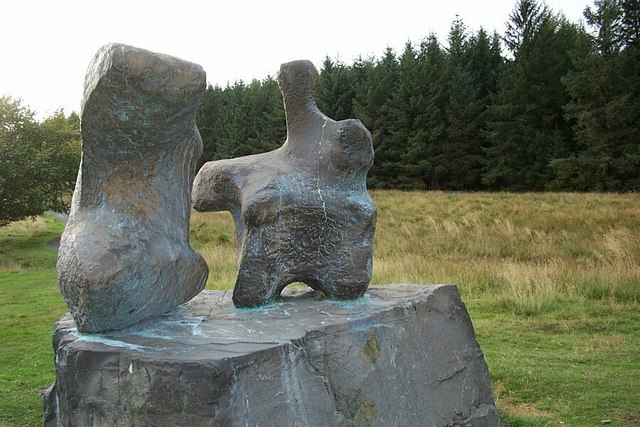
Figura Reclinada Número 2 de Henry Moore